# Toshikatsu Matsuoka
Toshikatsu Matsuoka (松岡 利勝, Matsuoka Toshikatsu, 25 de fevereiro de 1945 - 28 de maio de 2007) foi um político japonês que cometeu suicídio em 2007, em meio a um escândalo financeiro.

## Carreira política
Após a formatura, Matsuoka ingressou no Ministério da Agricultura, Silvicultura e Pesca. Em 1990, ele renunciou ao cargo de porta-voz da Agência Florestal e concorreu ao primeiro círculo eleitoral de Kumamoto nas eleições parlamentares. Ele venceu esta eleição e depois ingressou no Partido Liberal Democrático (LDP). Matsuoka era membro da facção política chefiada por Shizuka Kamei no LDP. Kamei foi um dos mais ferozes oponentes dos projetos de privatização postal propostos pelo então primeiro-ministro Junichiro Koizumi, e Kamei e a maioria de sua facção desertaram do LDP em 2005. Matsuoka apoiou Koizumi e, após a eleição geral, foi nomeado membro do comité especial para a privatização do sistema postal.
Em 2006, o então primeiro-ministro Shinzō Abe nomeou Matsuoka Ministro da Agricultura, Florestas e Pesca. Ele trabalhou em algumas questões políticas, como acordos de livre comércio com a Austrália e o problema da importação de carne bovina com os Estados Unidos. Matsuoka recebeu muita atenção quando anunciou um plano para fazer certificações para restaurantes de comida japonesa fora do Japão. Ele teve essa ideia do sistema Denominazione di origine controllata na Itália e esperava que isso pudesse distinguir restaurantes de comida pseudo-japonesa de restaurantes genuínos. Muitos meios de comunicação estrangeiros criticaram esse sistema como impróprio e o chamaram de "polícia do sushi". Ele retirou seu plano e fez uma proposta mais moderada.
Matsuoka era filiado ao lobby abertamente revisionista Nippon Kaigi.

## Inquérito e morte
Antes de sua morte, ele enfrentou questões sobre altas despesas com serviços públicos em um escritório sem aluguel - ele reivindicou mais de 28 milhões de ienes (US$ 236 600, £ 118 300). Matsuoka havia se desculpado anteriormente por não declarar doações políticas.
Ele relatou mais de 5 milhões de ienes (US$ 48 000) para despesas com serviços públicos em 2005. Essa despesa foi questionada pela imprensa, já que Matsuoka tinha um escritório muito pequeno. No entanto, Matsuoka disse que foi pago pela água purificada, explicando que as pessoas raramente bebem água da torneira.  Em 28 de maio de 2007, horas antes de ser questionado na Dieta (parlamento), ele cometeu suicídio enforcado em seu apartamento em Tóquio e morreu no hospital da Universidade Keio em Tóquio. Norihiko Akagi foi nomeado seu sucessor em 1 de junho, após o ministro provisório Masatoshi Wakabayashi.
O vice-ministro de Matsuoka, Taku Yamamoto, disse em 20 de junho que Matsuoka havia usado o dinheiro com a gueixa Asakusa, informou a imprensa japonesa, mas Yamamoto retirou seus comentários no dia seguinte, dizendo que era apenas uma piada.